# 川西村 (徳島県)
川西村（かわにしそん）は、徳島県海部郡にあった村。現在の海陽町の中部、概ね海部川の下流右岸にあたる。

## 地理
- 河川 ： 海部川、母川

## 歴史
- 1889年（明治22年）10月1日 - 町村制の施行により、高園村・野江村・芝村・中山村・櫛川村・吉田村・富田村・大井村の区域をもって発足。
- 1955年（昭和30年）3月31日 - 鞆奥町と合併して海部町が発足。同日川西村廃止。

## 交通

### 道路
- 国道193号